# The Grain of Dust (film fra 1918)
The Grain of Dust er en amerikansk stumfilm fra 1918 af Harry Revier.

## Medvirkende
- Lillian Walker som Dorothy Hallowell
- Ramsey Wallace som Frederick Norman
- Ralph Delmore som James Galloway
- James O'Neill som William Tetlow
- Corene Uzzell som Ursula Norman